# Kenneth Lonergan
Kenneth Lonergan (New York, 16 oktober 1962) is een Amerikaanse toneelschrijver, scenarioschrijver en regisseur. Hij werd geboren in het New Yorkse stadsdeel The Bronx en begon te schrijven in zijn middelbare school-tijd en studeerde later af aan de New York-universiteit, in het toneelschrijversprogramma.
Zijn eerste succes verkreeg hij met het toneelstuk This is Our Youth (1996), wat opgevolgd werd door The Waverly Gallery (1999), gebaseerd op zijn grootmoeders Greenwich Village Gallery en nog later Lobby Hero (2002).
Lonergans filmcarrière begon met zijn scenario voor de gangsterparodie Analyze This (1999). Hij kreeg daaropvolgend een baan aangeboden voor het schrijven van het scenario van The Adventures of Rocky & Bullwinkle (2000).
Lonergan regisseerde zijn volgende scenario zelf met You Can Count on Me (2000), waarvan Martin Scorsese de uitvoerend producent was. Hierop droeg Lonergan bij aan het scenario van diens film Gangs of New York (2002). Hij schreef en regisseerde de in 2011 verschenen dramafilm  Margaret, waarin zijn vrouw J. Smith-Cameron een rol speelt.

## Filmografie
| Jaar | Titel                                | Regisseur | Scenarist |
| ---- | ------------------------------------ | --------- | --------- |
| 1999 | Analyze This                         |           |           |
| 2000 | You Can Count on Me                  |           |           |
| 2000 | The Adventures of Rocky & Bullwinkle |           |           |
| 2002 | Analyze That                         |           |           |
| 2002 | Gangs of New York                    |           |           |
| 2011 | Margaret                             |           |           |
| 2016 | Manchester by the Sea                |           |           |

- Bibsys: 2048365
- Biblioteca Nacional de España: XX1535388
- Bibliothèque nationale de France: cb141166068 (data)
- Catàleg d'autoritats de noms i títols de Catalunya: 981058608240206706
- Gemeinsame Normdatei: 1035036452
- International Standard Name Identifier: 0000 0001 0877 026X
- Library of Congress Control Number: n99836115
- Nationale Bibliotheek van Tsjechië: pna2006327207
- Nationale Bibliotheek van Israël: 987007454962305171
- Nederlandse Thesaurus van Auteursnamen: 236357069
- SNAC: w6ww7wr4
- Système universitaire de documentation: 074559087
- Virtual International Authority File: 19888228
- WorldCat: E39PBJbMbPMGthWYHQbDjFrwmd